# Skidor

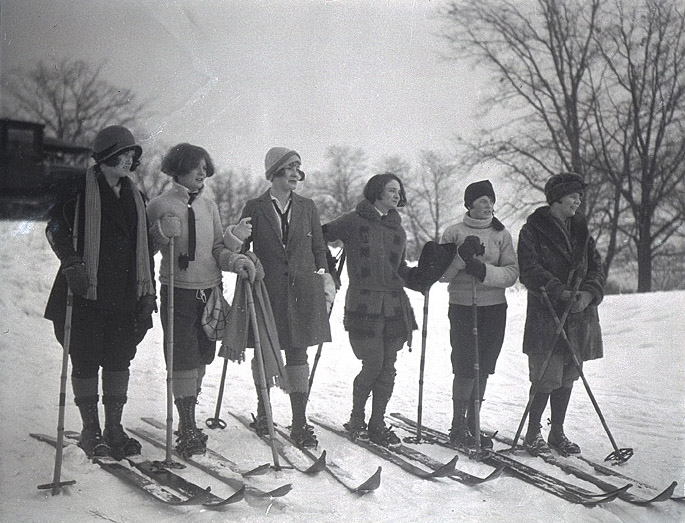
Skidåkare 1925

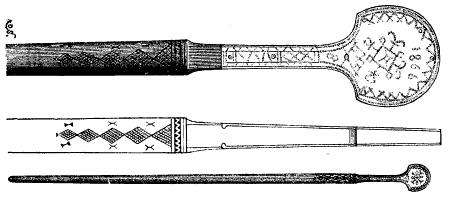
Samisk skidstav (ur Svenska Familj-Journalen).

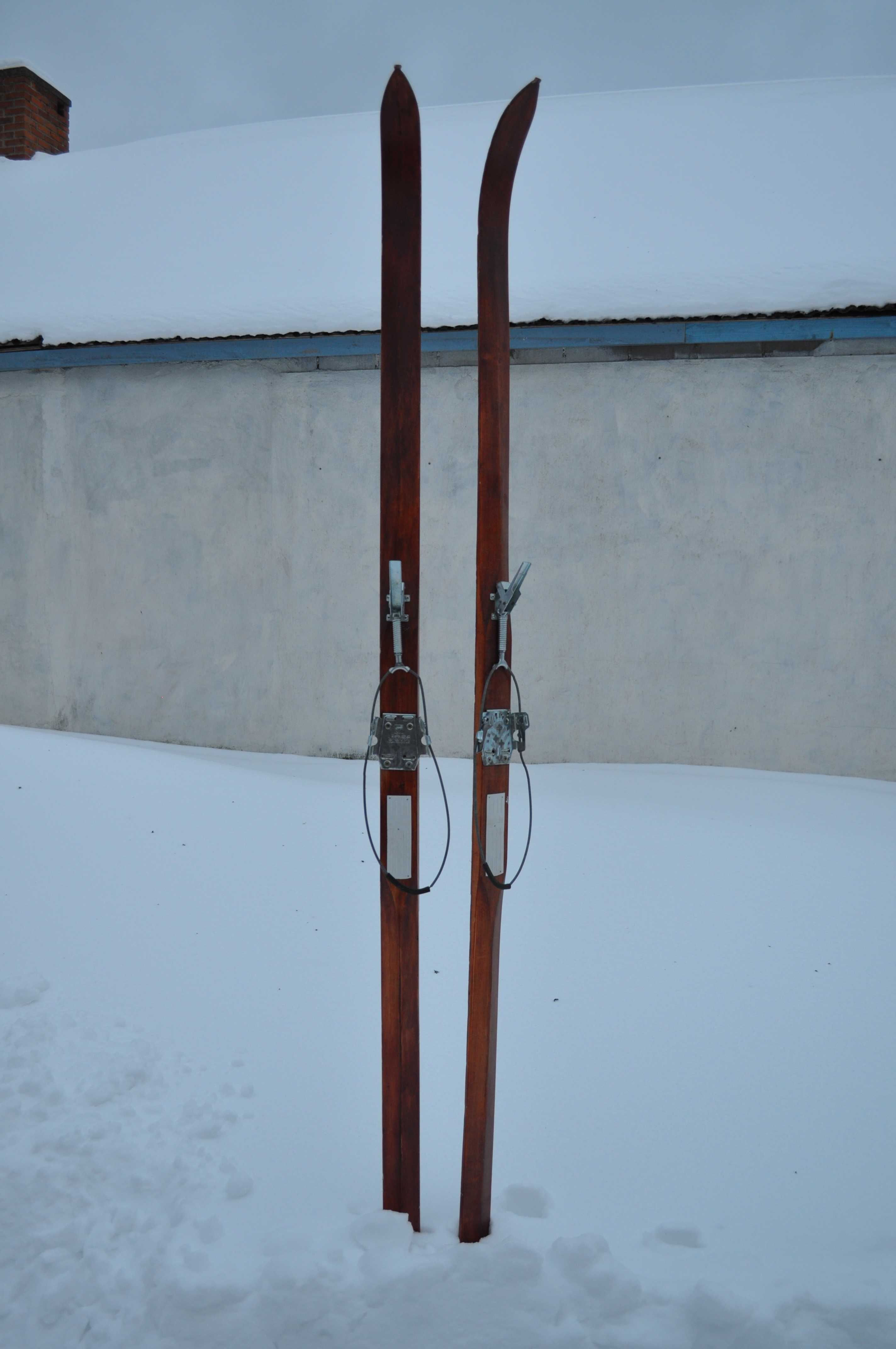
Skogsskidor för friåkning i ospårad terräng

Skidor är långsmala anordningar som spänns fast på fötterna för att möjliggöra för användaren att ta sig fram på snö. Skidor används som transportmedel och inom skidsport. 

## Historia
Världens äldsta skida, kalvträskskidan, har hittats i byn Kalvträsk, sydväst om Skellefteå i Västerbotten, och är daterad till 3200 f.Kr. Skridfinnar  ('skrithiphinoi') uttolkas som "skidande finnar", och var ett begrepp som utomnordiska historieskrivare använde på 500-talet och framåt för att beteckna Skandinaviens samer.
Skidor som används vid jakt finns även avbildade på runstenar från vikingatiden. Vid en myr i Bastsund, Råneå socken i Norrbotten hittades en skida av trä från vikingatiden, som trots en del sprickor och skador är mycket välbevarad. Dess längd är 176,5 centimeter och bredden 15,3.
Världens äldsta skidpar har hittats i en glaciär i Reinheimen nationalpark i Norge. Den första skidan hittades år 2014 och den andra sju år senare. De 1 300 år gamla skidorna är av björk med bevarade bindningar av läder. Skidorna är 187 respektiva 172 centimeter långa och upp till 17 centimeter breda.
Den första fabriken som producerade skidor öppnades 1884 av Simen Rustad i Lillehammer. Laminerade skidor introducerades 1891. Ungefär samtidig blev skidor av trä från träd av hickorysläktet populära som importerades från Nordamerika. Framställning av skidor blev en snabbväxande indistri under 1890-talet i länderna vid Alperna. Marknaden dominerades snart av några enskilda producenter.
Den norska uppfinnaren Jørgen Aaland (känd som George Aaland i USA) utvecklade splitkein-skidan under 1930-talet då han levde i USA. Idén om denna typ av skidkonstruktion hade funnits sedan 1890-talet. 1933 lämnade Aalands samarbetspartner in ett patent in till den amerikanska patentmyndigheten. Samtidigt hade konstruktionen med laminerat trä tagits fram av Bjørn Ullevoldsæter i Norge som vid samma tid lämnade in ett patent. Peter Østbye lanserade sin splitkein-skida 1934 efter att ha köpt patentet av Bjørn Ullevoldsæter Skifabrikk. 1935 var splitkein-skidorna en sensation när de norska skidåkarna använde dem i VM.
Kort efter Andra världskriget uppkom skidor av metall.

## Material
Traditionellt har skidan tillverkats av olika träslag med bindning tillverkad av remmar.
Moderna skidor tillverkas av armerad plast och glasfiber ibland med en kärna av trä. Fram till början av 1970-talet var längdåkningsskidor vanligen gjorda av massivt trä och preparerades med tjära för att få bättre glid. Sedan kom träskidor med plastbelag undertill som blev enklare att sköta och gled bättre. Från mitten av 1970-talet började det komma skidor som var tillverkade helt i plast. De var lättare och påverkades inte av temperatur och luftfuktighet på samma sätt som träskidor. 
Skidor för alpin åkning har vanligen stålkanter för att få bättre grepp i sidled när man ska svänga. Längre tillbaka i historien kunde de istället ha kanter av hickory eller annat hårt träslag. Även vissa längdskidor har funnits med stålkanter åtminstone på ena sidan. Bland annat var det vanligt inom skidorientering när banorna utgjordes av isbelagda vägar.

## Typer av skidor
Det finns olika typer av skidor och man väljer olika egenskaper beroende på användningsområde.
- Backhoppningsskidor som används vid skidflygning är långa och breda.
- Fatski är en variant av skidor som är bredare än vanliga skidor. De är gjorda för lössnö. De flesta fatskis är twintips.
- Längdskidor används vid åkning i preparerade spår och är ofta väldigt smala.
- Myrskidor för att färdas på sanka myrar.
- Parkskidor är ett slags skidor anpassade för trick. Gjorda för att åka baklänges även twintip.
- Slalomskidor är numera timglasformade och av carvingmodell. En annan vanlig typ är s.k. Twintips. Se vidare: alpin skidutrustning.
- Telemarksskidor är oftast en slalomskida som försetts med en telemarksbindning.
- Turskidor är till skillnad mot längdskidor bredare och ofta försedda med stålkanter för att man ska kunna köra i opreparerad terräng.
- Twintips är en typ av skida där båda ändarna är uppböjda. Twintips används främst för hopp, rails och pipe etc. De första twintip-skidorna kom 1995 från skidmärket Salomon.

## Rekord
Världens längsta skidor är 534 meter långa. Den 13 september 2008 framförde 1043 skidåkare ett evenemang åkande på skidorna längs Drottninggatan i Örebro.